# Людина (повість)
«Людина» — повість української письменниці Ольги Кобилянської 1886 року. У творі відображені погляди письменниці на становище української жінки у суспільстві. Поява повісті започаткувала етап психологічної української прози. Вводиться нова проблематика та ідеї, зокрема, емансипації та фемінізму: поряд з давно усталеним і звичним світом чоловіків постає жінка з повноцінним особистісним світовідчуттям, багатим внутрішнім світом, наділена відкритим розумом, щирим серцем, волею і правом на щастя. Героїня повісті Олена Ляуфлер — тип нової жінки в українській літературі: вперше створено образ інтелігентки, яка бореться за ім'я і становище людини.

## Створення
Повість написана під безпосереднім впливом української феміністки й письменниці Наталії Кобринської, якій і присвячено твір. Спочатку текст був меншим за обсягом, за жанром належав до оповідання й називався «Вона вийшла заміж». У первісному варіанті Кобринська хотіла вмістити твір до жіночого альманаху «Перший вінок» (1887), проте редактор видання І. Франко відмовив їй через слабкість твору. Згодом Кобилянська доопрацювала текст до повісті і під заголовком «Людина» відіслала в німецький часопис «An der schőner blauen Donau». Редактор часопису оцінив твір позитивно, але порадив його скоротити.

## Ідейно-тематичний зміст
«Людина» розкриває ідею необхідності боротьби жіноцтва за свої права на освіту, працю, рівноправність із чоловіками. Але ця ідея значно глибша — проблема емансипації жінки розглядається в аспекті становища людини в суспільстві взагалі. Необхідно створити такі умови, так змінити суспільний лад, щоб кожна людина, особливо жінка, змогла відчути себе особистістю, реалізуватися і знайти своє місце у житті.
Кобилянська опрацювала в українській прозі нову тему — доля освіченої дівчини, яка не може змиритися з бездуховністю міщанського середовища. Уособлюючи тип нової жінки, вона опиняється поза суспільством, оскільки погляди і думки, які вона сповідує, залишаються не лише несприйнятними, а й ворожими для суспільства, зміст життя якого визначають чоловіки. Олена Ляуфлер кидає виклик суспільній моралі, заснованій на брехні, лицемірстві, духовній ницості. Сповідуючи ідеї взаємного кохання і поваги, відкидаючи модель подружжя без любові, вона викриває хвороби сучасності, залежності, насильство, фальш та лицемірство.

## Дійові особи
- Олена Ляуфлер — це тип нової жінки, внутрішньо багатої, інтелігентної, гордої, спроможної на виклик суспільству. Олена намагається довести, що вона — людина, цілісна особистість, яка має право на свободу і щастя.
- Лієвич — за ідейним значенням дорівнює образові Олени. Це людина, яка вірить у світлий ідеал, навчається, щоб бути корисним суспільству. Аналіз суспільного становища жінки, критика міщанського середовища, намагання пробудити жіноцтво і вселити віру в краще майбутнє робить образ Лієвича змістовним і цікавим.
- Епамінондас Ляуфлер — цісарсько-королівський лісовий радник, духовно убога людина, самовпевнений і безапеляційний у висловах і діях, у ставленні до рідних деспотичний, позбавленний людських і родинних почуттів. Пияцтво привело його до моральної деградації.
- Пані Радникова — пихата й обмежена, патріархально налаштована. Вона переконана, що кожна «добре вихована» панночка повинна розумітися насамперед на господарських роботах. Традиції міщанського суспільства, його мораль для неї непорушні.
- Герман-Євген-Сидор (молодий Ляуфлер) — легковажний, розбещений гультяй, сибарит, спустошений морально і фізично. Далекий від думки про навчання, впевнений, що народжений для привілеїв. Закінчує життя самогубством.
- Фельс — заможний лісничий, добрий господар, поважний на службі, сильний і гордий чоловік. Щирий у почуттях до Олени, лагідний і уважний.

## Сюжет
Події відбуваються в родині цісарсько-королівського лісового радника. Його донька — Олена Ляуфлер — читає серйозні книги, розмовляє з молодими людьми про «соціалізм, дарвінізм, питання жіноче, питання робітницьке…», відстоює рівноправність між чоловіком і жінкою. Однак батьки не схвалюють прагнень дочки бути високоосвіченою людиною, оскільки вважають, що жінка має бути лише доповненням і прикрасою чоловіка. Підтримує Олену тільки її вчителька і молодий лікар Стефан Лієвич, який, навчаючись у Швейцарії, захопився новими ідеями, зокрема, й ідеєю емансипації жінок. Молоді люди планують побратися через два роки, після повернення Стефана з практики. Несподівана смерть нареченого від тифу підкошує Олену. Її брат, надія батьків, картярством і алкоголізмом довів родину до зубожіння. Батька через розтрату доручених йому грошей вигнали зі служби. Він бачить вихід зі важкого матеріального становища лише в Олені, яка має одружитися із заможним паном К. Однак дівчина чинить цьому опір, оскільки шлюб без любові вважає брудними стосунками. Олена бере на себе всі турботи, пов'язані з утриманням родини. Родина Ляуфлерів переїжджає до села, там орендує землю і тяжко працює. Але господар землі вирішує продати її, а новий має намір ґаздувати сам. Олена прагне знайти вихід, оскільки вона, як найсильніша, взяла на себе весь тягар відповідальності за родичів. В її душі відбувається страшна боротьба. З одного боку — зрада ідеалів і свого кохання, а з іншого — обов'язок перед рідними і матеріальна скрута. Олена погоджується на шлюб з заможним лісником Фельсом, якого насправді не кохає.